# Copyright
Copyright – system prawa autorskiego funkcjonujący w państwach, w których obowiązuje common law, w tym w Wielkiej Brytanii, USA (Copyright Office) i Australii.

Znak Copyright

W odróżnieniu od systemu droit d’auteur, system copyright tradycyjnie obejmuje tylko autorskie prawa majątkowe (prawa osobiste istnieją na podstawie postanowień konwencji berneńskiej, ale są słabsze od majątkowych). Podkreśla się, że prawo autorskie mniej służy ochronie interesów twórcy, a bardziej społeczeństwu (rozwojowi kultury, nauki). Ponadto na charakter systemu copyright wpływają cechy samego common law. Na przykład ustawy autorskoprawne są bardziej szczegółowe i dłuższe niż w państwach systemu droit d’auteur, ponieważ nie ustalają one podstawowych zasad prawa.
System ten różni się także w wielu istotnych szczegółach od systemu droit d’auteur, m.in. istnieje tam katalog rodzajów dzieł objętych ochroną, pierwotnym podmiotem uprawnionym nie zawsze jest twórca, a ochrona dzieła nie istnieje od chwili jego ustalenia („uzewnętrznienia” w taki sposób, by z utworem mogły się zapoznać osoby postronne), tylko utrwalenia (zapisania na nośniku).